# Macropus
Macropus é um gênero marsupial da família Macropodidae, à qual pertencem os cangurus e os wallabees.

## Espécies
- Macropus rufus (Desmarest, 1822)
- Macropus agilis (Gould, 1842)
- Macropus dorsalis (J. E. Gray, 1837)
- Macropus eugenii (Desmarest, 1817)
- Macropus fuliginosus (Desmarest, 1817)
- Macropus giganteus Shaw, 1790
- †Macropus greyi Waterhouse, 1840
- Macropus irma (Jourdan, 1837)
- Macropus parma Waterhouse, 1846
- Macropus parryi Bennett, 1834
- Macropus rufogriseus (Desmarest, 1817)